# Отважная (собака-космонавт)
Отважная — собака-космонавт, в период с 1958-го по 1960-й годы совершившая не менее пяти космических полётов.

## Полёты Отважной

### Первые полёты
2 августа 1958 года состоялся первый полёт с участием Отважной (на тот момент её звали Кусачка). Вместе с ней, в испытании участвовала собака Пальма. Вторая ракета с обеими «пассажирками» на борту стартовала спустя несколько дней (13.08.1958).

### Третий полёт
2 июля 1959 года состоялся старт одноступенчатой геофизической баллистической ракеты, на борту которой находились кролик Марфуша и собаки Отважная и Снежинка. В рамках испытания проводился плановый эксперимент по «изучению влияния космических полётов на живой организм». Другой задачей перед исследователями стало решение «проблемы возвращения» экипажей на Землю. После непродолжительного полёта за пределы атмосферы, все «пассажиры» благополучно вернулись на родную планету.

### Четвёртый полёт
Ракета с собаками Отважная и Жемчужная стартовала 10 июля 1959 года. Примечательно, что Отважная совершила очередной полёт «в верхние слои атмосферы» всего лишь через восемь дней после предыдущего. По некоторым данным, в ходе испытания ракета достигла высоты 211 км.

### Пятый полёт
15 июня 1960 года на ракете «Р-2А» Отважная совершила свой пятый полёт. Кроме неё, на борту находились крольчиха Звёздочка и собака по имени Малёк. Помимо других результатов, в рамках полёта были получены новые данные «о мышечном тонусе животных в условиях невесомости». Все животные благополучно вернулись на Землю.
В одной из своих книг Александр Железняков приводит такой пример народной молвы, связанной с пилотируемой программой: 

Пуск 15 июня 1960 года с полигона Капустин Яр геофизической ракеты «В-2» с собаками Отважная и Малек на борту. Полёт прошёл успешно. На борту ракеты находился и космонавт.— Железняков А.Б. Тайны ракетных катастроф.

### Шестой полёт
Согласно ряду источников, свой шестой полёт Отважная совершила 24 июня 1960 года, вместе с собакой по имени Жемчужная.

### Значение полётов для науки
Исследователи отмечали, что у собак, неоднократно побывавших в космосе, «стрессовые отклонения физиологических реакций» значительно уменьшались. Так, у Отважной с каждым последующим полётом проще проходила адаптация к невесомости. На основании данных наблюдений, медики предположили, что и повторные полёты людей в космос значительно ускорят адаптацию «организма к состоянию невесомости». В дальнейшем высказанное предположение подтвердилось.

## Имя собаки
Изначально собаку-космонавта звали Кусачка — за её «строптивый нрав». После четвёртого полёта она стала известна под именем Отважной.

## В искусстве
Собака Отважная стала героиней повести М. П. Барановой и Е. С. Велтистова «Тяпа, Борька и ракета», вышедшей в 1962 г. в издательстве «Детская литература». Книга выдержала несколько изданий.